# Klaus Allerbeck
Klaus Allerbeck (* 18. November 1944 in Seilershof) ist ein deutscher Soziologe. Er lehrte bis März 2010 als Professor an der Universität Frankfurt am Main. Seine Arbeitsschwerpunkte sind die Methoden der empirischen Sozialforschung sowie der interkulturelle und zeitliche Vergleich sozialer Strukturen.

## Leben
Während des Studiums engagierte sich Allerbeck im Liberalen Studentenbund Deutschlands (LSD) und war 1967/68 LSD-Bundesvorsitzender.
Allerbeck war von 1972 bis 1974 Lecturer an der Harvard University und anschließend bis 1976 ebenda Assistent Professor für Soziologie. Von 1976 bis 1980 lehrte er als Assistenzprofessor an der Universität Bielefeld.
Er war Vertrauensdozent der Friedrich-Naumann-Stiftung für die Freiheit und Mitglied des Auswahlausschusses bei der Vergabe neuer Stipendien. Er war regelmäßiger Gast und war auch Mitveranstalter in Seminaren der Theodor-Heuss-Akademie und des Archivs des Liberalismus der Friedrich-Naumann-Stiftung für die Freiheit in Gummersbach.

## Schriften (Auswahl)
- Aufstand der Jugend? Juventa, München 1971, ISBN 978-3-7799-0502-8 (als Herausgeber).
- Datenverarbeitung in der empirischen Sozialforschung. Teubner, Stuttgart 1972, ISBN 978-3-519-00026-6.
- Soziologie radikaler Studentenbewegungen. Oldenbourg, München/Wien 1973, ISBN 978-3-486-43971-7 – (Hierin entwickelte er anhand des herkömmlichen Studentenlebens das Konzept der „totalen Rolle“.)
- Einführung in die Jugendsoziologie. Quelle & Meyer, Heidelberg 1976, ISBN 978-3-494-00806-6.
- Demokratisierung und sozialer Wandel in der Bundesrepublik Deutschland. Westdeutscher Verlag, Opladen 1976, ISBN 978-3-531-02586-5.
- Politische Ungleichheit. Westdeutscher Verlag, Opladen 1980, ISBN 978-3-531-02979-5.
- Jugend ohne Zukunft? Piper, München 1985, ISBN 978-3-492-10433-3.
- Datenanalyse. Eine Einführung in die statistische Analyse. UTB für Wissenschaft, Stuttgart  1991, ISBN 978-3-494-02085-3.